# Helena Dalli
Helena Dalli z domu Abela (ur. 29 września 1962 w Żabbarze) – maltańska polityk, socjolog i wykładowczyni akademicka, działaczka Partii Pracy, posłanka do Izby Reprezentantów, w latach 2013–2019 minister w rządach Josepha Muscata, w latach 2019–2024 członek Komisji Europejskiej.

## Życiorys
W 1979 wygrała konkurs piękności Miss World Malta, reprezentowała następnie Maltę w konkursie piękności Miss World. W 1985 wystąpiła w filmie kryminalnym Final Justice. Ukończyła socjologię na Uniwersytecie Maltańskim. Doktoryzowała się z socjologii polityki na Uniwersytecie w Nottingham. Podjęła pracę jako wykładowczyni akademicka na Uniwersytecie Maltańskim.
Zaangażowała się w działalność polityczną w ramach Partii Pracy. W 1996 po raz pierwszy uzyskała mandat deputowanej do Izby Reprezentantów. Z powodzeniem ubiegała się o reelekcję w wyborach w 1998, 2003, 2008, 2013 i 2017. W 1996 została parlamentarnym sekretarzem ds. praw kobiet. Pełniła tę funkcję do 1998, gdy jej ugrupowanie znalazło się w opozycji. Od tego też roku była członkinią laburzystowskiego gabinetu cieni.
W marcu 2013, po dojściu Partii Pracy do władzy, objęła funkcję ministra do spraw dialogu społecznego, spraw konsumentów i wolności obywatelskich. W czerwcu 2017 przeszła na stanowisko ministra do spraw europejskich i równouprawnienia, które zajmowała do lipca 2019. W tym samym roku dołączyła do Komisji Europejskiej kierowanej przez Ursulę von der Leyen (z kadencją od 1 grudnia 2019) jako komisarz do spraw równości.
W grudniu 2021 kontrowersje wywołały opracowane przez Helenę Dalli zalecenia, w których zachęcała pracowników KE, by w ramach komunikacji inkluzywnej m.in. unikać używania nacechowanej religijnie nazwy Boże Narodzenie czy stosowania zwrotów grzecznościowych sugerujących płeć. Spotkało się to z krytyką ze strony części polityków, jak też papieża Franciszka. Funkcję w KE sprawowała do końca kadencji w 2024.